# 運命の輪

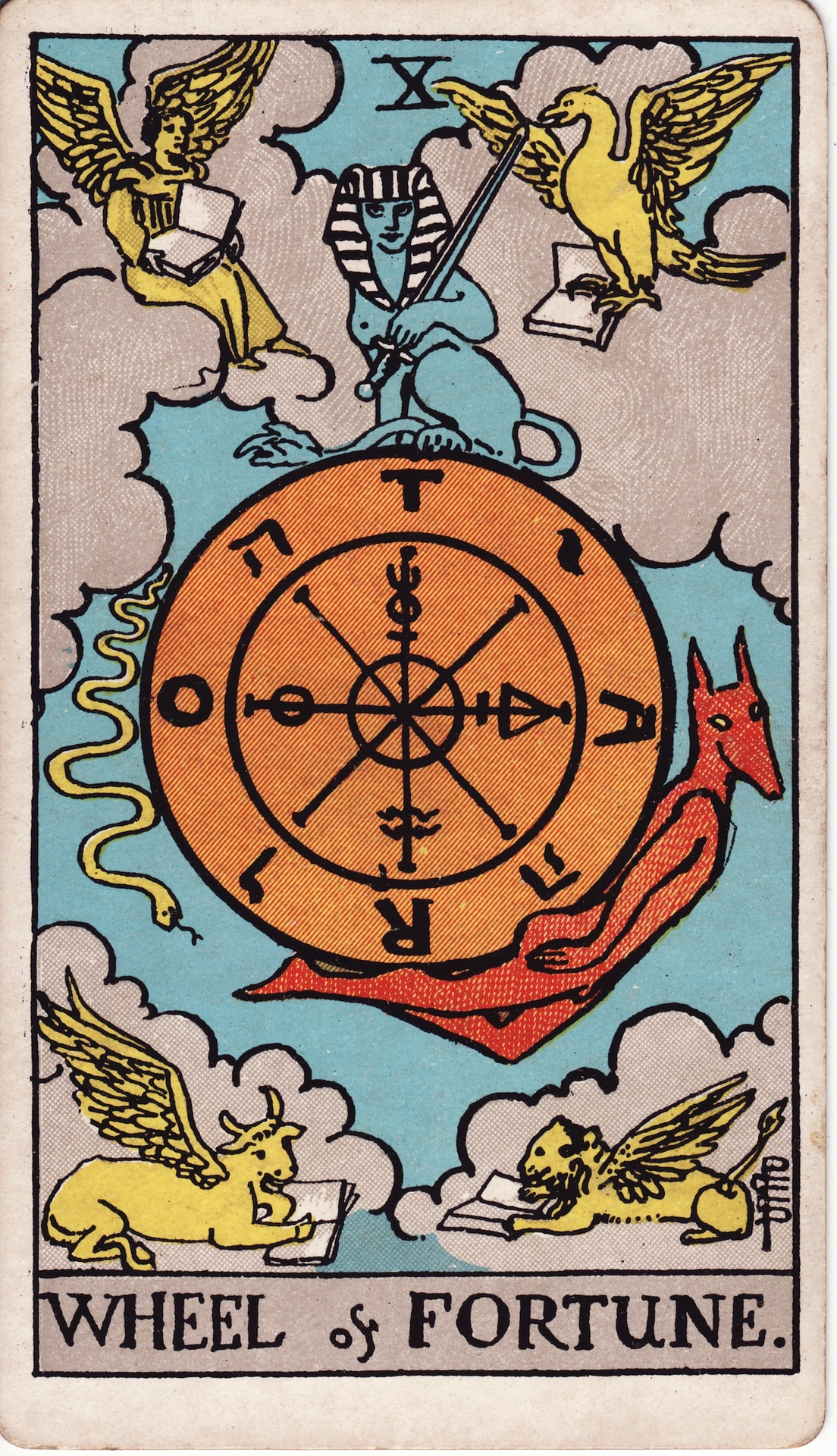
ウェイト版タロットの運命の輪

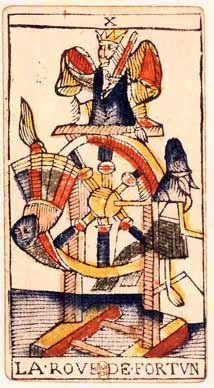
マルセイユ版タロットの運命の輪

運命の輪（うんめいのわ、英: Wheel of Fortune、仏: La Roue de Fortune）は、タロットの大アルカナに属するカードの1枚。
カード番号は「10」。前のカードは「9 隠者」、次のカード(11)はウェイト版が「正義」、マルセイユ版が「力」。

## カードの意味
正位置の意味
転換点、幸運の到来、チャンス、変化、結果、出会い、解決、定められた運命、結束。
逆位置の意味
情勢の急激な悪化、別れ、すれ違い、降格、アクシデントの到来、解放。
アーサー・エドワード・ウェイトのタロット図解における解説では「幸運・転機・向上」を意味するとされる。

## カバラとの関係
ヘブライ文字はカフ（כ）、ただし複数の異説がある。「黄金の夜明け団」の説ではケセドとネツァクのセフィラを結合する経に関連付けられている。

## 占星術との対応
以下のような諸説がある。
- 星座：処女宮説、天蠍宮説、磨羯宮説[1]
- 惑星：水星説、木星説[2]、天王星説、「未知の惑星」説[3]、「天王星+木星」説[4]
- 特定の星座や惑星とは対応せず「四大元素」をあらわすという説もある。

## 寓画の解釈
タイトル通り「運命対自由意志」を提示している。輪は周期性・永続性の象徴とされる。マルセイユ版タロットでは輪に絡まるようにして2匹の動物が、輪から独立した台座の上に1体の生物が確認できる。通説として、輪の右側（上を向いている方）の動物はアヌビスとされ、転じて善玉と解釈される。対して輪の左側（下を向いている方）の動物はテュポンとされ、転じて悪玉とされる。2体の動物の向きから輪は左回転を行っているものと思われ、吉と凶は変則的でありながらも規則的に訪れることを暗示している。輪の回転を操るかのように鎮座する黒色の禍々しい生物は、一見すると悪魔との関連を想像させるが、ライオンの胴体、人面の頭、大きな羽といった外見に加え、黄金の冠が神聖な力を示すことからスフィンクスと解釈されるのが一般的である。
ウェイトによるウェイト版タロットでは、輪の周囲を四大元素を司る人間、ワシ、牡牛、獅子の天使が囲んでいる様子が描かれている。これらはそれぞれ黄道十二宮では水瓶座、蠍座、牡牛座、獅子座であり、いずれも「不動宮」に属している事が分かる。なお、この天使達は「世界」に向けて勉強中である事を示す。輪の頂上の生物はスフィンクスとして描かれている。輪の中央は、車輪の輻になぞらえて8本の放射線があり、これは仏教で用いられる「法輪」を彷彿とさせている。8本の放射線のうち縦横四方向には錬金術の記号が施されており、上側は「水銀（☿）」、右側は「硫黄」、左側は「塩」という三元素、下側は「銅（♒）」（宝瓶宮、水瓶座の象徴と溶解を表す記号）を意味しており、三元素とそれを統合するものという四つ組の構成が採用されているようである。円の縦横四方向に書かれている文字は様々に読むことができ、時計の12時の位置から90度ずつ時計回りに読むと「TARO(T)」（タロット）、反時計回りに読むと「TORA」（女教皇が持っていた書物の名前と一致）、6時の位置から時計回りには「ROTA」（輪の意味）と読める。さらに斜め四方向にある各ラテン文字の間にあるヘブライ文字は左上から反時計回りに読むと「יהוה」（ヤハウェ）となる。このヘブライ文字の1文字目と3文字目「ヘー」は同じであるが、これらの意味は、王と王妃から生まれる王子の元に外から新たに妃が嫁ぐという構造を表しており、王と、そしてそこで誕生した王子、2度にわたる結婚であるとされている。マルセイユ版でも悪玉として描かれたテュポンがウェイト版でも描かれているが、マルセイユ版とは位置が異なり輪の右側に存在し、左への回転に沿って上昇していく様子が見られる。また、輪の左側にはテュポンと対照的に輪の左への回転に沿って下降する蛇が描かれている。この蛇は邪悪な物、人を惑わすものの象徴であるが、ヨーロッパに中興した錬金術においては、地を這う低俗な蛇が、進化する過程でその姿をサソリに変え、さらに魂が昇華された結果、翼を宿し天に上がってワシに変成するものとされ、邪悪ながらも変成を遂げるもの、進化、変容の象徴とされた。絵柄の右上に描かれているワシこそその象徴とされ、不動宮である蠍座と例えられたのもここから来ている。